# Мозамбік на літніх Олімпійських іграх 2020
Мозамбік на літніх Олімпійських іграх 2020 представляли десять спортсменів у шести видах спорту.